# COSMOの瞳
「COSMOの瞳」（コスモのひとみ）は、bump.yの6枚目のシングル。2013年1月16日にポニーキャニオンから発売。プロデュースは西寺郷太（ノーナ・リーヴス）。

## 概要
本作は3形態での発売（詳細後述）となり、それぞれ収録曲目・曲数が異なっている。
2012年11月12日、初回限定盤B収録曲「Be Mine 〜code of flowers〜」をレコチョクから着うたで先行配信。同曲の着うた（R）がレコチョクでデイリーランキングにて、4位を記録した。

## 「Be Mine 〜code of flowers〜」着うたDL特典
先行配信当日である11月12日より2日間限定で各パターン（全10パターン）ダウンロード者に「オリジナル待受」が進呈。
着うた全10パターン・全ダウンロード者の中から抽選で10名のみ、イベントにてメンバー全員との写真撮影権利が進呈。

## リリース形態
初回限定盤A（CD+DVD）【規格品番：PCCA-03776】／初回限定盤B（CD+グッズ）規格品番：【PCCA-03777】／通常盤【規格品番：PCCA-03778】の3形態で発売。
初回限定盤A：「COSMOの瞳」Music video、Music videoメイキング映像収録DVD。
初回限定盤B：缶バッジ全6種（各メンバー及び全員）ランダム封入。
通常盤含む3形態とも初回プレス分には3形態連動キャンペーン応募券封入。

## 収録曲

### 初回限定盤A
1. COSMOの瞳 [4:07]
  - 作詞：西寺郷太・谷口尚久
  - 作曲：谷口尚久・西寺郷太
  - 編曲：谷口尚久
2. エスケープ [3:08]
  - 作詞：サイトウアカリ
  - 作曲：Ma,Kyung SiK
  - 編曲：Okoon
3. COSMOの瞳（Inst.）
4. エスケープ（Inst.）

### 初回限定盤B
1. COSMOの瞳
2. エスケープ
3. Be Mine〜code of flowers〜 [4:31]
  - 作詞：渡辺千穂
  - 作曲・編曲：藤末樹
4. COSMOの瞳（Inst.）
5. エスケープ（Inst.）
6. Be Mine〜code of flowers〜(Inst.)

### 通常盤
1. COSMOの瞳
2. エスケープ
3. サンデー [4:06]
  - 作詞：サイトウアカリ
  - 作曲：木下智哉
  - 編曲：楊慶豪
4. COSMOの瞳（Inst.）
5. エスケープ（Inst.）
6. サンデー(Inst.)